# Contes et légendes inachevés
Pour les articles homonymes, voir CLI.
Contes et légendes inachevés ou CLI (Unfinished Tales of Númenor and Middle-earth) est un recueil de J. R. R. Tolkien édité à titre posthume par son fils Christopher Tolkien en 1980. Les textes qu'il contient, de nature purement narrative, détaillent des éléments mentionnés dans ses précédents romans, Le Hobbit, Le Seigneur des anneaux et Le Silmarillion. Selon Christopher Tolkien :

« [Contes et légendes inachevés] n'est guère qu'un recueil de textes disparates quant à la forme, le dessein, le degré d'achèvement et la date de composition (et quant au traitement que je leur ai fait subir), où il est question de Númenor et de la Terre du Milieu. »

Le travail de Christopher Tolkien s’inscrit dans la continuité de celui qu’il a fourni pour Le Silmarillion : il s'agit, au terme d'une étude en profondeur, de présenter les textes sous une forme aussi cohérente que possible et, si besoin, en procédant à des modifications de fond ou de forme. Toutefois, là où ce travail éditorial était passé sous silence dans Le Silmarillion, il est présenté de façon beaucoup plus explicite dans les Contes et légendes inachevés, à travers un commentaire et des notes qui accompagnent la plupart des textes. Cette démarche est encore prolongée dans les douze tomes de l’Histoire de la Terre du Milieu, où Christopher Tolkien revient parfois avec un regard critique sur certains des choix éditoriaux du Silmarillion et des Contes et légendes inachevés.
En français, le livre est paru chez Christian Bourgois Éditeur, couplé avec Le Silmarillion en un volume unique et de façon séparée. L'édition au format poche, chez Pocket, est divisée en trois volumes, selon le découpage intérieur du livre (la quatrième partie étant couplée avec la troisième).

## Contenu

### Première partie: le Premier Âge
La première partie, consacrée au Premier Âge, se compose de deux textes :
- De Tuor et de sa venue à Gondolin est une réécriture de La Chute de Gondolin, le tout premier texte narratif écrit par Tolkien sur la Terre du Milieu (v. 1916-1917). Cette nouvelle version rédigée dans les années 1950, dans un style proche de celui du Seigneur des Anneaux, s'intitule en réalité De Tuor et de la chute de Gondolin. Christopher Tolkien l'a renommé car le récit s'interrompt au moment où le personnage de Tuor arrive en vue de la cité de Gondolin. Tolkien n'a laissé que quelques notes sur la suite du récit mais le déroulement complet du conte peut être suivi de façon succincte dans Le Silmarillion ou de façon détaillée dans la version primitive, donnée au sein du Livre des contes perdus ou dans La Chute de Gondolin dans son édition de 2018[3].

- Le Narn i Hîn Húrin (La Geste des enfants de Húrin)  est le matériau écrit par Tolkien  entre 1951 et 1957 sur lequel s'est basé Christopher Tolkien pour le chapitre « Túrin Turambar » du Silmarillion. Le début et la fin de l'histoire sont complets, mais la partie centrale, relatant le séjour de Túrin à Bar-en-Danwedh et au royaume Elfe de Nargothrond, n'est composé que de brouillons, donnés ici en appendice. Le contenu décousu du Narn a été largement repris et assemblé dans une forme narrative cohérente en 2007, avec la parution des Enfants de Húrin. Des différences apparaissent entre ces deux présentations du texte, dues à la meilleure compréhension des brouillons de son père par Christopher Tolkien[4].

### Deuxième partie: le Deuxième Âge
La deuxième partie, consacrée au Deuxième Âge, est subdivisée en quatre sections :
- Une Description de l'île de Númenor fournit comme l'indique son titre un aperçu essentiellement géographique et botanique du royaume de Númenor, probablement rédigé vers 1960[5]. Christopher Tolkien y joint une carte de l'île redessinée par ses soins à partir d'un croquis de son père, absente de la traduction française originale mais réintégrée dans l'édition révisée en un volume relié de 2022.

- Aldarion et Erendis est le seul récit développé se déroulant à Númenor, hormis l'Akallabêth, que J.R.R. Tolkien ait jamais écrit (probablement vers 1960). Ce conte plus psychologique qu'à l'ordinaire chez l'auteur traite de l'union malheureuse, sinon désastreuse, entre Aldarion, futur roi, et Erendis, noble suivante de la Reine-mère, aux aspirations irréconciliables. C'est un des rares cas où l'amour n'est pas idéalisé chez Tolkien et les rapports entre hommes et femmes questionné. Ce texte existait sous la forme de fragments narratifs au sein d'annales sans cesse retravaillées. Christopher Tolkien a dû fournir un travail éditorial important pour le présenter sous la forme d'un texte unifié[6]. Il y joint un arbre généalogique des descendants d'Elros sur sept générations.

- La Lignée d'Elros est une liste biographique succincte des rois et reines de Númenor jusqu'à la submersion du Royaume.

- L'Histoire de Galadriel et Celeborn est une réunion de divers fragments et notes concernant les Elfes Galadriel et Celeborn, leur statut en Eregion puis en Lothlórien, et l'origine de l'Elessar. Ils se contredisent parfois ouvertement, notamment sur le sujet des origines de Celeborn, du rôle, des intentions et des déplacements du couple, Tolkien modifiant jusqu'à sa mort cette partie de son légendaire sans parvenir à privilégier une version en particulier. Christopher Tolkien y joint en appendices divers textes sur le langage des Elfes Sylvains et la Terre du Milieu au Second Âge.

### Troisième partie: le Troisième Âge
La troisième partie présente cinq récits :
- Le désastre des Champs de Flambes décrit de façon plus circonstanciée que dans Le Seigneur des Anneaux la fin d'Isildur après qu'il eut défait Sauron avec la Dernière Alliance des Elfes et des Hommes, et se fût emparé de l'Anneau unique.

- Cirion et Éorl rassemble plusieurs textes de nature historique sur les relations entre le royaume du Gondor et les Rohirrim et leurs ancêtres.

- L'Expédition d'Erebor voit le Magicien Gandalf raconter comment il mit stratégiquement en branle les événements décrits dans Le Hobbit, dans le but ultime de limiter les possibilités guerrières de Sauron. C'est une perspective tout à fait nouvelle, où l'aventure de Bilbo apparaît moins innocente et bien plus préméditée que la seule lecture du Hobbit ou du Seigneur des Anneaux ne le laissent penser.

- La Quête de l'Anneau décrit les allées et venues des neuf Nazgûl durant la période qui précède le début du Seigneur des anneaux. Ce texte est accompagné d'un commentaire de Christopher Tolkien exposant des versions alternatives de l'histoire, et d'un court texte sur Gandalf, Saruman et l'herbe à pipe de la Comté.

- Les batailles des gués de l'Isen est un récit des batailles entre les Rohirrim et Saruman au début de la guerre de l'Anneau, qui ne sont qu'évoquées dans Le Seigneur des anneaux.

### Quatrième partie
La dernière partie se compose de trois sections qui sont plus des études que des récits, d'où leur rejet en annexe :
- Les Drúedain est une description historique et ethnologique des Hommes Sauvages, le peuple de Ghân-buri-Ghân, personnage brièvement croisé dans Le Seigneur des anneaux. Tolkien remonte ici aux évènements du Premier Âge, bien que Le Silmarillion tel qu'il a été publié n'en fasse nulle mention. Ce texte est extrait de Of Dwarves and Men, étude linguistique inachevée, publiée par la suite en intégralité dans The Peoples of Middle-earth.

- Les Istari rassemble divers textes dont le principal a été rédigé en 1954, au moment où Tolkien travaille à l'établissement d'un index pour Le Seigneur des Anneaux, suscitant plusieurs notices explicatives de longueur variable quant à l'étymologie et l'histoire. Celle sur les Istari lève le voile sur les origines et les buts mystérieux de l'ordre des cinq Mages, à quoi appartiennent Gandalf, Saruman et Radagast.

- Les Palantíri regroupe en une seule étude divers fragments sur les Pierres de Vision, rédigés par Tolkien lors de corrections parfois substantielles apportées à la deuxième édition du Seigneur des Anneaux en 1966 et ayant trait à ces artefacts númenóréens, cadeau des Elfes d'Aman, qui servirent longtemps la cohésion des royaumes de l'Arnor et du Gondor.

## Rédaction et travail éditorial
Les textes publiés dans les Contes et légendes inachevés ont des dates et des contextes de rédaction différents.
Christopher Tolkien fit le travail d'édition.

## Publication & traduction
Le livre paraît en anglais le 2 octobre 1980 chez Allen & Unwin  (ISBN 0048231797). Il connaît sept réimpressions jusqu'en 1984 pour un total de 44 000 exemplaires pour cette édition. Il existe une vingtaine d'éditions en anglais.
Contes et légendes inachevés sort en français chez Christian Bourgois Éditeur, en 1982. Le texte est traduit par Tina Jolas, qui a précédemment traduit les Appendices du Seigneur des anneaux. Cette traduction est révisée par Pauline Loquin à l'occasion de la réédition chez le même éditeur du livre en un unique volume, relié et illustré, en 2022. Les noms sont harmonisés avec les nouvelles traductions françaises du Hobbit (2012), du Seigneur des Anneaux (2014-2016) et du Silmarillion (2021).

## Adaptations
Si aucun des récits des Contes et légendes inachevés n'a été adapté à la radio, au cinéma et à la télévision, ils ont inspiré de nombreux dessinateurs.